# Кесалой (село)
Кесало́й или Кеселой (чечен. КӀесала) — село в Шаройском районе Чеченской Республики. Образует Кесалойское сельское поселение.

## География
Расположено на левом берегу реки Шароаргун, в 24 км к юго-западу от районного центра Химой.
Ближайшие населённые пункты: на северо-востоке — село Шикарой и развалины Дукархой, на юго-востоке — село Хуландой, на юго-западе — развалины Серчихи и Кебосой.

## История
Село является родовым поселением тейпа Кесалой. Название села переводится с чеченского как — «острый крутой склон» или «выступ».
Кеселойские поселения обнаруживаются и в соседней Грузии — селение Кесело.

## Население
| 2002 | 2010 | 2012 | 2013 | 2014 | 2015 | 2016 |
| ---- | ---- | ---- | ---- | ---- | ---- | ---- |
| 17   | ↗52  | ↗53  | →53  | ↗56  | ↗73  | ↘72  |
| 2017 | 2018 | 2019 | 2020 | 2021 | 2023 | 2024 |
| ↗76  | ↗81  | ↘78  | ↘76  | ↗159 | →159 | →159 |